# ヨハン・ヴェンツェル・フォン・ガラス

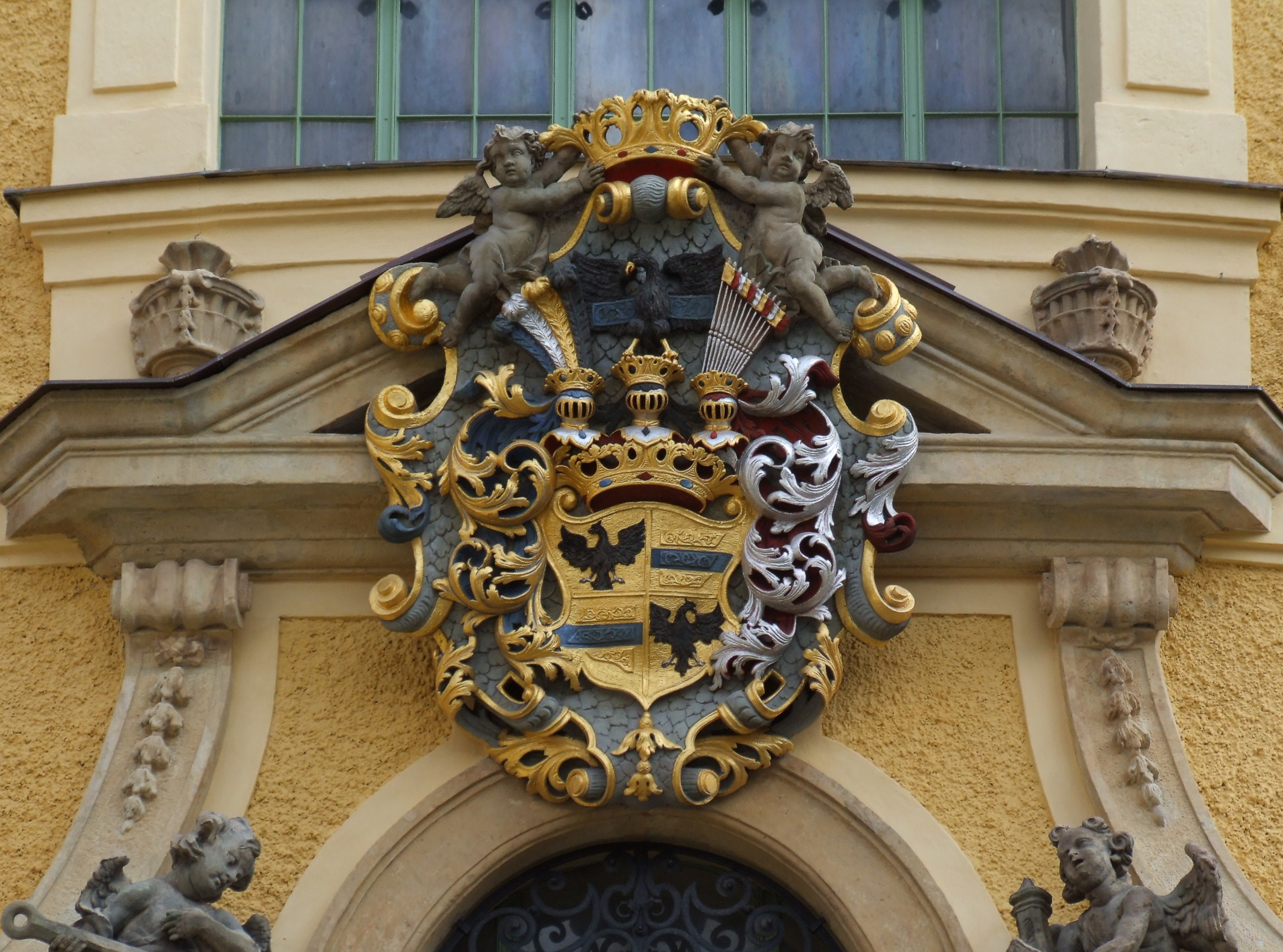
ヘイニツェの聖母御訪問巡礼者教会に掲げられたガラス家の紋章

ヨハン・ヴェンツェル・フォン・ガラス・ツーム・シュロス・カンポ・ウント・フライエントゥルン（Johann Wenzel Graf von Gallas zum Schloß Campo und Freyenthurn (auf Martarella), Herzog von Lucera, 1669年5月23日 ホルツェニョヴェス - 1719年7月25日 ナポリ）は、オーストリア（ハプスブルク帝国）領ボヘミアの外交官、政治家。伯爵、ルチェーラ公爵。
皇帝軍の将軍で司法官でもあったフランツ・フェルディナント・フォン・ガラス伯爵（Franz Ferdinand Graf von Gallas, 1635年 - 1697年）の長男として生まれた。三十年戦争で皇帝側の将軍として活躍したマティアス・ガラスの孫にあたる。ボヘミア王国議会の議長（Oberstlandmarschall）、皇帝家の属領リンブルフ公国 (Duchy of Limburg) の長官などを務めた。またスペイン継承戦争中は駐英大使（在任1705年 - 1711年）としてロンドンとデン・ハーグに派遣された。最晩年にナポリ副王（在任1719年）に任命されるが、任地のナポリで没した。心臓だけは抜き取られてハインドルフの聖母御訪問巡礼者教会（Wallfahrtskirche Marie Heimsuchung）内の一族の墓所に納められた。
2度結婚し、最初の妻との間に長男を、2番目の妻との間に長女をもうけた。2番目の妻は後に、後任のナポリ副王となったアロイス・フォン・ハラハ伯爵と再婚している。息子の代でガラス家の血筋は絶えたので、姻戚のクリスティアン・フィリップ・フォン・クラム男爵が家名を継いで1757年にクラム＝ガラス伯爵家を興した。